# Schawuot

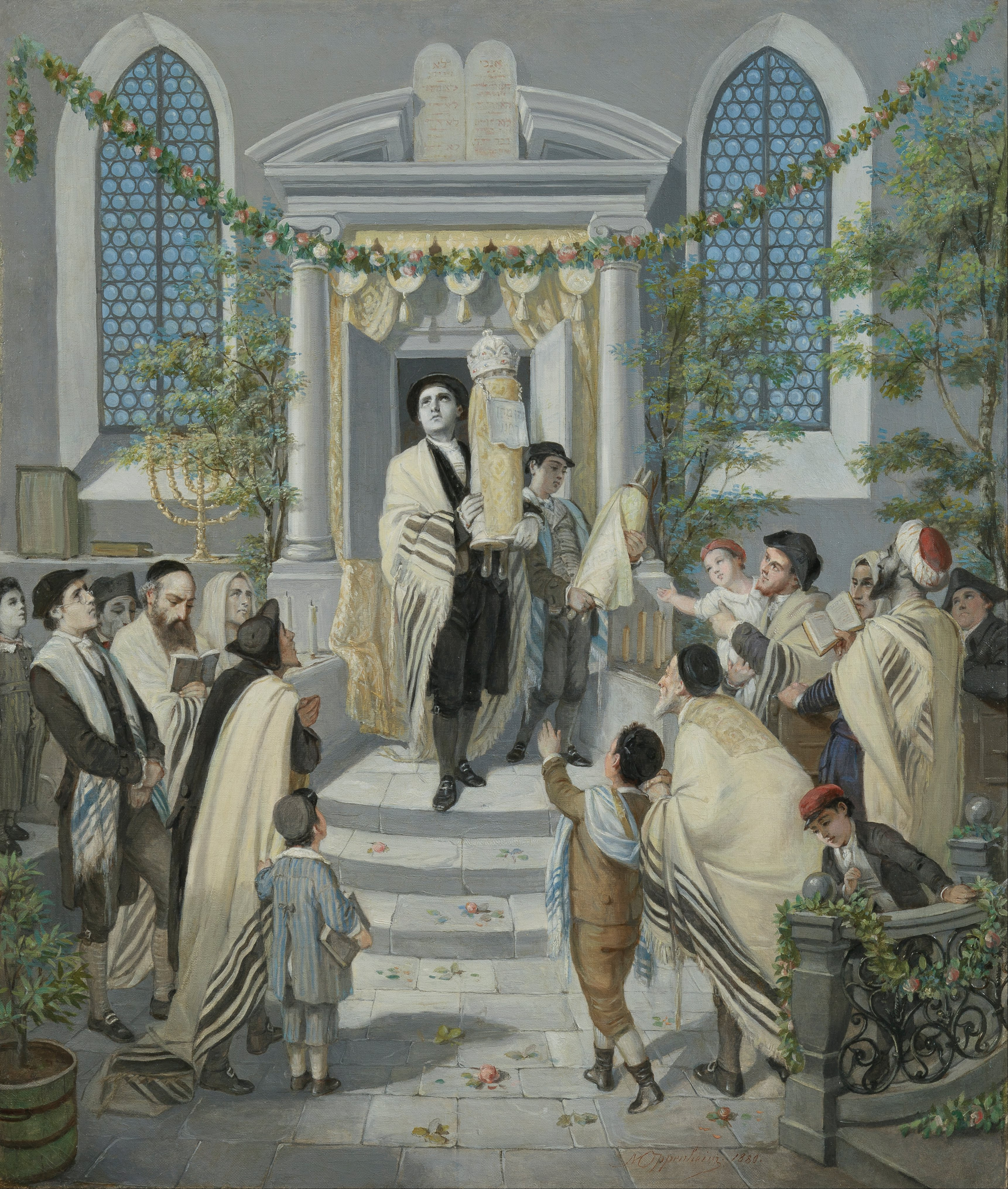
Schawuot (Gemälde von Moritz Daniel Oppenheim, 1880)

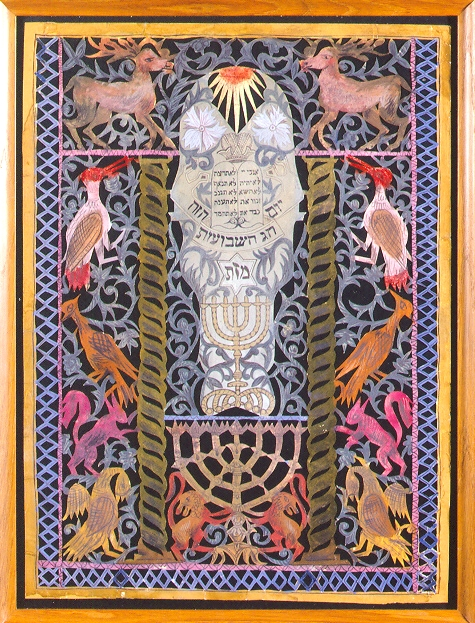
Farbiger Scherenschnitt in Mischtechnik mit Symbolen zum Thema Judentum und Natur. Die Inschrift lautet: „Jom hasé Chag Ha-Schawuot“. In der Sammlung des Jüdischen Museums der Schweiz.

Schawuot (hebräisch שָׁבוּעוֹת šavūʿōṯ, deutsch ‚Wochen‘; jiddisch שבֿועות shvues) ist das jüdische Erntedankfest, das sieben Wochen, in der Inklusivzählung 50 Tage, nach dem Pessachfest gefeiert wird; am 6. Siwan.

## Übersicht und Einordnung
Die Festtage, die im Judentum als hebräisch ימים טובים jamim towim, deutsch ‚gute Tage‘ ‚Festtage‘ bezeichnet werden, sind halachisch (laut jüdischem Religionsgesetz) so definiert:
Die sechs Tage, an denen die Tora Arbeitsverbot gebietet, sind der erste und der siebte Tag des Pessachfestes, der erste und der achte Tag des Laubhüttenfestes (Sukkot), das Wochenfest (Schawuot) sowie der erste Tag des siebten Monats (Rosch ha-Schana). Diese Tage werden als Feiertage (Jamim towim) bezeichnet.
Schawuot ist also einer der Festtage, an denen die Tora ein Arbeitsverbot gebietet.

## Bedeutung
In der Tora hat das Fest mehrere Namen, zum einen חג השבועות Chag HaSchawuot, deutsch ‚Wochenfest‘ (2 Mos 34,22  und 5 Mos 16,10 ), חג הקציר Chag HaKatzir, deutsch ‚Fest der Ernte‘ (3 Mos 23,16 ), יום הבכורים Jom HaBikkurim, deutsch ‚Tag der Erstfrüchte‘ (4 Mos 28,26 ). Mischna und Talmud kennen das Fest auch als עצרת Atzeret, deutsch ‚feierliche Versammlung‘. Die vielen Namen spiegeln die verschiedenen Bedeutungen wider, die das Fest hat.
Schawuot ist ein Erntedankfest, da zu dieser Zeit in Israel der erste Weizen geerntet wird.
Das Judentum feiert den neuerlichen Empfang der Zehn Gebote am Berg Sinai, in der entsprechenden Liturgie (siehe Machsor) wird Schawuot als חג מתן תורתנו Chag matan toratenu, deutsch ‚Fest der Offenbarung unserer Tora‘ bezeichnet. Deswegen wird am ersten Tag auch Ex 19 , 20,1–23  aus der Tora gelesen; Maftir: Num 28,26–31 ; Haftara: Ezechiel 1,1–28 , 3,12 . Beim erstmaligen Empfang hatte Mose die Steintafeln mit den Zehn Geboten laut biblischer Überlieferung zerschmettert, weil das Volk Israel ein Goldenes Kalb anbetete. Daraufhin ging Mose wieder auf die Spitze des Berges Sinai, um die Gebote ein weiteres Mal zu erbitten.

## Ablauf
Das Wochenfest bildet den Abschluss der Frühlingsfeste und der Erstlingsfrüchte, zu denen Pessach und das Omer-Zählen gehören. Die Synagoge wird geschmückt, denn an diesem Tag symbolisiert sie den Sinai. Die Zehn Gebote stehen im Mittelpunkt der Toralesung. Sie werden unter Begleitung einer besonderen Melodie vorgelesen, und während sie vorgelesen werden, steht die ganze Gemeinde. Für diesen Abschnitt wird ihm als Zeichen der besonderen Ehre der Rabbiner oder sonst ein führendes Gemeindemitglied zur Tora aufgerufen. Zuvor wird ein Gebet auf Aramäisch unter Begleitung einer besonderen Melodie, das Akdamut, gesprochen, ebenso der Segen Schehechejanu. Mit ihm wird um die Erlaubnis gebeten, überhaupt mit der Toralesung beginnen zu dürfen. Neben den Zehn Geboten wird auch aus dem Buch Rut gelesen. König David, der Urenkel Ruts, wurde der Überlieferung nach am Tag eines Schawuot geboren und starb nach 70 Jahren auch an einem solchen Tag.
Traditionell wird Milch getrunken, dazu werden süße milchige Speisen (Eierkuchen mit Quark, Käsekuchen usw.) und Honig gegessen, da die Tora mit Milch verglichen wird, die das Volk Israel wie ein unschuldiges Kind begierig trinkt.
Viele Gläubige studieren die Nacht hindurch in der Synagoge die Tora (hebräisch תקון חצות Tikun Chazot, deutsch ‚Nachtwache‘). In den Synagogen und Jeschiwot, den Talmud-Toraschulen, bleibt man im Allgemeinen die ganze Nacht über wach und verbringt die Zeit mit dem gemeinsamen Torastudium (d. h. immer zwei zusammen). Auch halten Rabbiner und Schriftgelehrte Vorträge. Von Zeit zu Zeit wird das Studium durch Gesang und Tanz unterbrochen, und so geht es weiter bis zum Morgengrauen. Dann versammeln sich in der ersten Morgendämmerung alle zum Gebet, um schon beim Sonnenaufgang das Schma Jisrael zu sprechen.
Vier Mal pro Jahr – an Jom Kippur, Schmini Azeret, am letzten Tage von Pessach und dem zweiten Tag von Schawuot – wird nach aschkenasischem Ritus ein besonderes Gedenkgebet, יִזְכֹּר Jiskor („Erinnerung“), zum Gedenken der verschiedenen Seele des Vaters und/oder der Mutter in der Synagoge gesprochen. Dies beinhaltet eine Bitte für Zedaka (Spenden, Wohltaten) zu deren Wohle. Nur jene, deren Vater und/oder Mutter nicht mehr unter den Lebenden weilen, verbleiben während des Jiskorgebetes in der Synagoge. Jeder andere verlässt vorübergehend den Raum, um so den Nachkommen einen ernsten privaten Moment zu gewähren, indem sie sich im Andenken an ihre verstorbenen Eltern vereinen können.

## Termin
Schawuot wird am 5., 6. oder 7. Siwan gefeiert. In der Diaspora dauert das Fest zwei Tage und wird am 6. und 7. Siwan begangen.

### Schawuot im bürgerlichen Kalender
| Jüdisches Jahr | Bürgerliches Datum    |
| -------------- | --------------------- |
| 5784           | 12. bis 13. Juni 2024 |
| 5785           | 2. bis 3. Juni 2025   |
| 5786           | 22. bis 23. Mai 2026  |
| 5787           | 11. bis 12. Juni 2027 |

Jeder Festtag beginnt am Vorabend des bürgerlichen Kalenders, denn im jüdischen Kalender dauert der Tag von Abend bis Abend – nicht von Mitternacht bis Mitternacht (0 bis 24 Uhr) wie im bürgerlichen Kalender. Der abendliche Beginn wird mit dem Wort (hebräisch ערב ‚Abend‘) Erev bezeichnet.

## Im Christentum
Christen glauben an die Herabkunft des heiligen Geistes auf Erden, die laut der Apostelgeschichte des Lukas 2,1 am 50. Tag nach Pessach, also an Schawuot, geschah (dort: griechisch πεντηκοστή „Pentekoste“, d. h. der 50.). Daraus entstand später das christliche Pfingstfest.